# FreeOTP
FreeOTP是一个软令牌认证，可以用于多重要素认证。它提供了HOTP和TOTP的实现。令牌可以通过扫描QR代码或通过手工输入令牌中的配置来添加。FreeOTP可以用作谷歌认证的替代，即使在登入谷歌服务的时候。它通过红帽下的Apache2.0许可证维护，可应用于安卓与iOS系统中。